# 昆斯伯里 (纽约州)
昆斯伯里（英語：Queensbury）是美国纽约州沃伦县的一个镇。 2010年人口普查时人口为27901人。 它包含沃伦县的县治，位于莱克乔治村以南9号美国国道沿线的一个市政中心。 1963年，它从原来的县城莱克乔治搬到了综合大楼。 该镇位于县东南角，是格伦斯福尔斯大都会统计区的一部分。它的名字是为了纪念夏洛特王后，大不列颠及爱尔兰联合王国的乔治三世的配偶。虽然主要是位于格伦斯福尔斯市北部，昆斯伯里三面环绕城市。